# Seconda battaglia dell'Isonzo
La seconda battaglia dell'Isonzo, anche detta battaglia del San Michele fu combattuta dal 18 luglio al 3 agosto 1915 tra gli eserciti Italiano e austro-ungarico.

## Ordine di battaglia italiano
- II Armata (generale Frugoni), che avrebbe tenuto occupato il nemico durante le operazioni della III Armata.
- III Armata (generale Duca d'Aosta), con lo scopo di conquistare il Monte San Michele e il Monte Cosich[4]

## Battaglia
Il 18 luglio 1915, gli uomini della III Armata italiana (che aveva alle dipendenze il I Gruppo) attaccarono nuovamente le linee austro-ungariche nelle località Bosco Cappuccio, Bosco Lancia e Bosco Triangolare.
Il 25 luglio, la Brigata Sassari ebbe il suo battesimo del fuoco e insieme alla 22ª Divisione contribuì a espugnare diversi trinceramenti, facendo prigionieri 600 austriaci.
All'indomani, 26 luglio, l'armata di Borojevic composta dalle migliori truppe di prima linea di cui l'Austria-Ungheria potesse allora disporre - in maggioranza sloveni e croati, particolarmente accaniti verso gli italiani-, lanciarono un contrattacco in grande stile investendo in pieno il 151º Reggimento e l'ala sinistra di un'altra brigata, le quali (unità militari) si trovarono in breve tempo in difficoltà e con l'Isonzo alle spalle.. La reazione fu immediata e, dopo otto ore di aspri combattimenti, i fanti riuscirono a respingere gli avversari e a consolidare i trinceramenti strappati.
Nel corso del 29 luglio, i combattimenti ripresero. Gli austro-ungarici cercarono di incendiare il bosco, ma non riuscirono nell'intento; i fanti della "Sassari" uscirono dai trinceramenti precedentemente conquistati, avanzando sino alla seconda linea di difesa avversaria costituita da un groviglio di trincee, tra le quali una più consistente (il Trincerone) che provarono a espugnare, invano.
Il 4 di agosto, il comandante del III Battaglione del 151º Reggimento, il maggiore Francesco Cuoco, dopo aver studiato nei particolari un ardito piano, mosse l'attacco a quella principale trincea. Gli austro-ungarici cercarono di sbarrare la strada agli assalitori con l'artiglieria; il fuoco di sbarramento abbatté anche gli alberi, rendendo l'avanzata italiana più difficile, pur non arrestandola.. All'approssimarsi del trincerone, i fanti italiani furono decimati dalle mitragliatrici e poi dalle mine, ma i rincalzi che sopraggiunsero riuscirono a penetrare nelle difese austro-ungariche e conquistarle alla baionetta..
A nulla valsero i ripetuti contrattacchi austro-ungarici del 7, 9 e 11 agosto: le posizioni conquistate a Bosco Cappuccio furono saldamente mantenute, e l'esercito austro-ungarico ricacciato indietro.

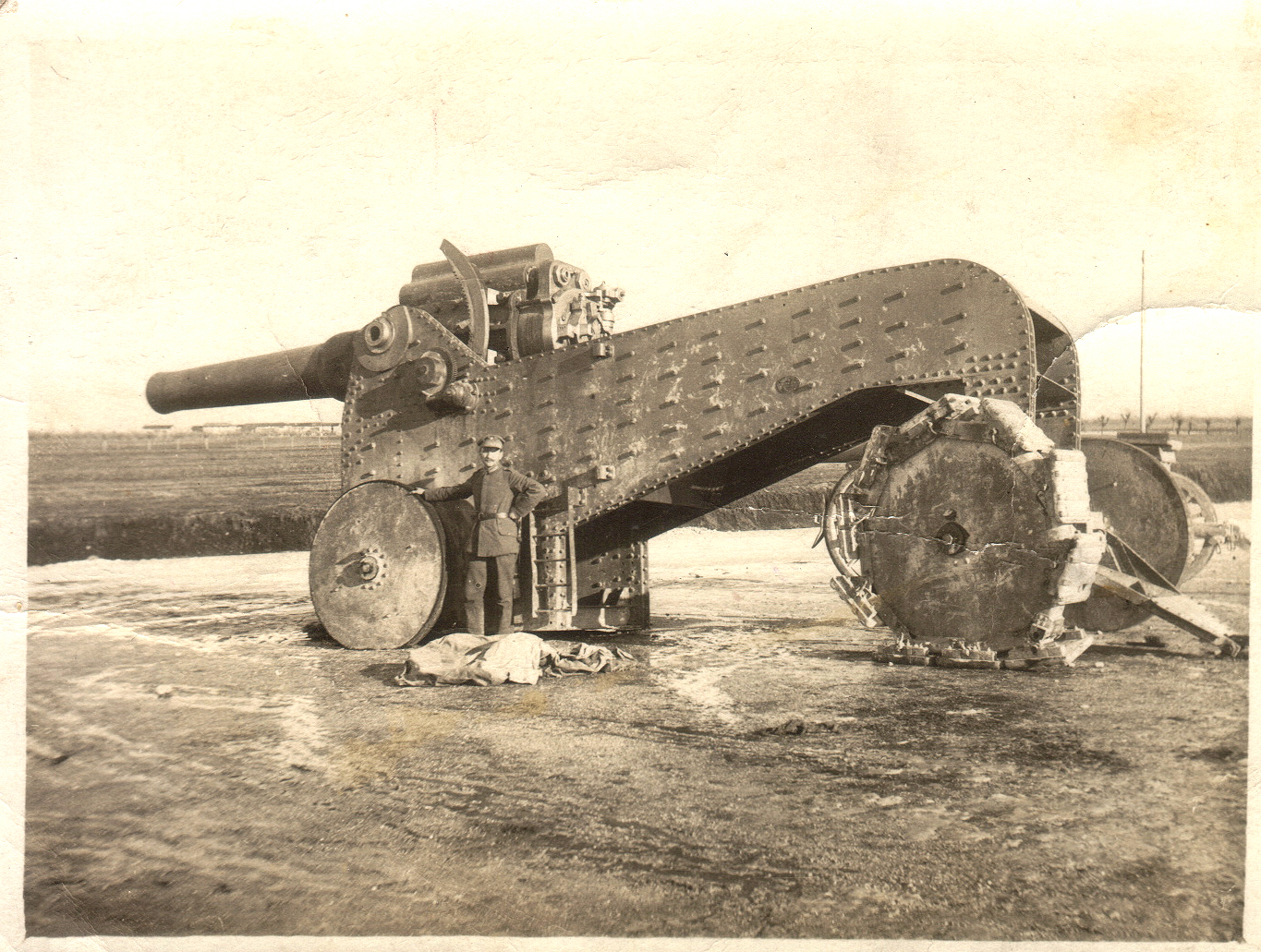
Cannone italiano da 305 mm impiegato sul fronte isontino.

Il 21 agosto 1915,  la Brigata Sassari si spostò a Bosco Lancia e Bosco Triangolare. Le perdite subite durante gli assalti precedenti erano state pesantissime. Venne perciò studiato un piano, affidato per l'esecuzione a due battaglioni di volontari, uno per ciascun reggimento: per il 152°, il comando fu affidato al tenente Salvatore Taras; per quello del 151° al sottotenente Graziani. Superando lo sbarramento di fuoco delle mitragliatrici e i furiosi cannoneggiamenti austro-ungarici, i fanti italiani riuscirono a raggiungere le trincee e assaltarle alla baionetta, espugnandole. All'accorrere dei rinforzi nemici seguirono i rincalzi della "Sassari", i quali, guidati dai loro comandanti, riuscirono a tenere saldamente le posizioni conquistate, ricacciando indietro gli avversari. I ripetuti sforzi di contrattacco austro-ungarico a nulla valsero..
A battaglia conclusa, l'esercito italiano manteneva saldamente i trinceramenti di Bosco Cappuccio, Bosco Lancia e Bosco Triangolare.

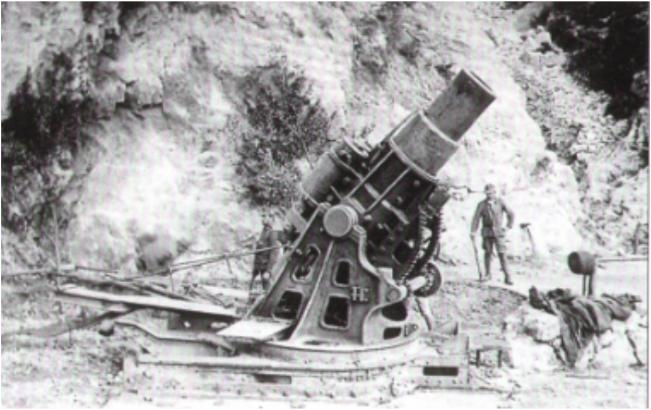
Pezzo da 305 mm in dotazione all'esercito austro-ungarico.

### Sul Monte San Michele
Alcuni successi arrivarono anche sul fronte del Monte Sei Busi, sopra Ronchi di Monfalcone. Ben presto iniziò il lungo e cruento scontro per il Monte San Michele. Il 20 luglio 1915, alle ore 17:30, il monte venne occupato dagli italiani per essere successivamente ripreso da un contrattacco austro-ungarico il giorno seguente.
Il 26 luglio gli eventi si ripeterono: la fanteria italiana occupò le postazioni degli austro-ungarici, ma questi ultimi le riconquistarono in poco tempo.

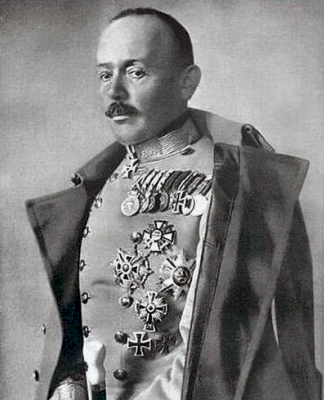
Svetozar Borojević, comandante delle forze austro-ungariche durante le battaglie dell'Isonzo.

(Luigi Cadorna in una lettera al figlio Raffaele)

### Sul Monte Rosso e il Monte Nero
Sul fronte della II Armata - che aveva alle dipendenze il II Gruppo (poi 2º Gruppo) - si ebbero alcuni seppur non rilevanti progressi. Gli italiani riuscirono a conquistare il Monte Rosso e il Monte Nero.
Le brigate Casale e Pavia soffrirono molto durante gli scontri ma riuscirono, assieme ad altre operazioni presso Plava e il Monte Sabotino, a tenere occupati gli austro-ungarici mentre la III Armata tentava di conquistare il Monte San Michele.
Le trincee italiane e austro-ungariche distavano al massimo un centinaio di metri l'una dall'altra, e passavano di mano varie volte durante la giornata.
Ancora una volta, il Comando supremo militare italiano - che aveva alle dipendenze il III Gruppo (poi 3º Gruppo caccia terrestre) - insistette con attacchi frontali non coordinati con l'artiglieria. Il risultato finale vide gli italiani con un numero altissimo di perdite in rapporto al terreno guadagnato. Il Comando supremo comprese che, senza l'uso dell'artiglieria, un'avanzata delle truppe italiane non avrebbe avuto successo.
L'esercito austro-ungarico difendeva il territorio da posizioni rafforzate e sempre attrezzate a respingere gli attacchi italiani. Durante gli assalti, gli austro-ungarici utilizzavano mitragliatrici Schwarzlose in posizioni di primo piano, falciando la fanteria italiana. Gli abili mascheramenti che le nascondevano erano difficili da scovare e quasi impossibili da raggiungere per neutralizzarle. I reticolati e i cavalli di Frisia impedirono facilmente agli italiani di crearsi dei varchi tra i reticolati nemici.
Il Comando supremo italiano si rese conto che vi era ancora molto da fare per riuscire a fluidificare la propria avanzata. La battaglia venne sospesa infatti il 3 agosto 1915, dato che le munizioni per l'artiglieria italiana cominciavano a scarseggiare e, durante i due mesi e mezzo di stallo, gli italiani riuscirono a trasferire gran parte delle artiglierie disponibili lungo il fronte dell'Isonzo.
La battaglia riprese il 18 ottobre 1915 con la terza battaglia dell'Isonzo.